# GKS Tychy (football)
Maillots
Dernière mise à jour : 8 septembre 2024.
Le GKS Tychy est un club polonais de football basé à Tychy. Il a été fondé le 20 avril 1971 et reçoit ses adversaires au stade municipal de Tychy, rénové en 2015 et qui peut accueillir jusqu'à 15 300 personnes.

## Historique
- 1971 : fondation du club sous le nom de GKS Tychy
- 1996 : le club est renommé Sokół Tychy
- 1997 : le club est renommé GKS Tychy
- 1998 : le club est renommé TKS Tychy
- 2000 : le club est renommé GKS 71 Tychy
- 2008 : le club est renommé GKS Tychy

## Bilan européen
Note : dans les résultats ci-dessous, le score du club est toujours donné en premier.
| Saison    | Compétition | Tour         | Club       | Domicile | Extérieur | Total |
| --------- | ----------- | ------------ | ---------- | -------- | --------- | ----- |
| 1976-1977 | Coupe UEFA  | Premier tour | FC Cologne | 1 - 1    | 0 - 2     | 1 - 3 |

Légende
- Victoire ou qualification pour le tour suivant
- Match nul
- Défaite ou élimination de la compétition

## Anciens joueurs
- Jerzy Dudek
- Radosław Gilewicz
- Roman Ogaza